# Вонгродно (Нижньосілезьке воєводство)
Вонгродно (пол. Wągrodno, нім. Wangten) — село в Польщі, у гміні Руя Легницького повіту Нижньосілезького воєводства.
Населення — 282 особи (2011).
У 1975-1998 роках село належало до Легницького воєводства.

## Демографія
Демографічна структура станом на 31 березня 2011 року:
|          | Загалом | Допрацездатний вік | Працездатний вік | Постпрацездатний вік |
| -------- | ------- | ------------------ | ---------------- | -------------------- |
| Чоловіки | 131     | 24                 | 99               | 8                    |
| Жінки    | 151     | 38                 | 83               | 30                   |
| Разом    | 282     | 62                 | 182              | 38                   |